# Jan Piskorz
Jan Piskorz (ur. 7 sierpnia 1901 w Lipniku, zm. 4 stycznia 1964 w Bielsku-Białej) − polski duchowny katolicki, wikariusz kapitulny diecezji katowickiej w czasie wygnania biskupów diecezji katowickiej.

## Życiorys
Pochodził z rodziny kolejarza Jana Piskorza. Wykształcenie średnie uzyskał w Gimnazjum w Białej w 1919. Następnie wstąpił do Wyższego Seminarium Duchownego w Kielcach, gdzie przyjął święcenia kapłańskie w 1923. Po święceniach kapłańskich studiował filologię klasyczną na Uniwersytecie Jagiellońskim. Równocześnie przechodził kurację w Rabce Zdroju, gdzie pełnił funkcję kapelana kaplicy zdrojowej od 1927 do 1928 i przyczynił się do wybudowania kościoła pw. św. Teresy. Potem pełnił funkcję katechety w Kielcach, a w 1931 przez krótki czas pracował jako duszpasterz polskich emigrantów we Francji. Następnie pracował jako katecheta w Olkuszu, a w 1935 został mianowany proboszczem w Kossowie. Po kilku miesiącach zrezygnował z urzędu proboszcza, ponieważ wyjechał na leczenie do Rabki, skąd wrócił w 1936 i podjął obowiązki katechety w Olkuszu. Po wybuchu II wojny światowej został katechetą w Jędrzejowie, jednak po kilku miesiącach poświęcił się nauczaniu na tajnych kompletach. W maju 1941 został administratorem parafii Bielany. Od 3 stycznia 1943 był wikariuszem w Skalbmierzu, Sieciechowie, Uniejowie i Naramie. 17 lutego tego samego roku wrócił do Jędrzejowa.
Po wojnie nawiązał kontakt z UB i przeniósł się do archidiecezji wrocławskiej. Został mianowany katechetą w Oleśnicy, następnie był referentem spraw szkolnych i wizytatorem nauki religii. 17 listopada 1950 został rektorem Niższego Seminarium Duchownego we Wrocławiu. Po usunięciu administratorów apostolskich na Ziemiach Zachodnich 21 stycznia 1951 zostali mianowani nowi wikariusze generalni. We Wrocławiu został nim ks. Kazimierz Lagosz, z którym ksiądz Piskorz nawiązał współpracę, dzięki czemu szybko awansował. Najpierw został kierownikiem referatu odbudowy kościołów, następnie członkiem kapituły metropolitalnej we Wrocławiu, a następnie wikariuszem generalnym ks. Lagosza, zaś w 1953 infułatem i dziekanem kapituły. Równocześnie został członkiem Komisji Intelektualistów i Działaczy Katolickich, a w kwietniu 1953 przewodniczącym KIDK w województwie wrocławskim.
Dnia 21 stycznia 1954 został wybrany wikariuszem kapitulnym diecezji katowickiej. Doprowadził do przejęcia tygodnika "Gość Niedzielny" przez PAX, zmienił zarząd Wyższego Śląskiego Seminarium Duchownego w Krakowie, zwalniając księży misjonarzy św. Wincentego à Paulo, na ich miejsce powołując kapłanów diecezjalnych. Rektorem został wybrany ks. Jerzy Stroba), zlikwidował Konwikt Księży Neoprezbiterów w Załężu, a w jego miejsce wprowadził "kurs wstępny" z siedzibą w dawnym konwikcie biskupim w Tarnowskich Górach. Doprowadził także do konsekracji katedry Chrystusa Króla w Katowicach dnia 30 października 1955, jednocześnie zmieniając plany architektoniczne, m.in. poprzez obniżenie kopuły. Miał także zamiar zwołać synod diecezjalny, jednakże protest duchowieństwa przyczynił się do rezygnacji z tego pomysłu.
Po ogłoszeniu ustawy o amnestii dnia 27 czerwca 1956 biskupi katowiccy podjęli starania o możliwość powrotu do opuszczonej diecezji, do której wrócili 27 września. Jednak postawa księdza Piskorza spowodowała, że biskupi ponownie zostali zmuszeni do opuszczenia diecezji. Biskupi przejęli rządy w diecezji dopiero 5 listopada 1956. Ksiądz Piskorz po rezygnacji zamieszkał w Zabrzu, następnie w Sopocie. W 1962 wrócił do Bielska-Białej, gdzie został otoczony opieką przez Stowarzyszenie PAX i prorządowe Zrzeszenie Katolików "Caritas". Tam też zmarł w nocy z 4 na 5 stycznia 1964. Pochowany w Bielsku-Białej.

## Odznaczenia
- Krzyż Oficerski Orderu Odrodzenia Polski (uchwałą Rady Państwa z 19 lipca 1954, za zasługi w pracy społecznej)[2]
- Krzyż Kawalerski Orderu Odrodzenia Polski (uchwałą Rady Państwa z 22 lipca 1953, za zasługi w pracy społecznej)[3]
- Złoty Krzyż Zasługi (1952, za działalność społeczną)[4]
- Srebrny Krzyż Zasługi (1951, za zasługi położone w akcji walki o pokój)[5]
- Medal 10-lecia Polski Ludowej (1955)[6]